# Letnia zadyma w środku zimy
Letnia zadyma w środku zimy – jednodniowy festiwal rockowy zorganizowany w Warszawie 27 stycznia 1989 oraz tytuł dwupłytowego albumu zawierającego zapis tego festiwalu. Wydarzenie było debiutem organizatorskim Jerzego Owsiaka.

## Koncert
Jerzy Owsiak zachęcony popularnością swoich audycji w Rozgłośni Harcerskiej zdecydował się na zorganizowanie wielogodzinnego koncertu rockowego zbudowanego z coverów zespołów anglosaskich i polskich. Zgodnie z założeniem wszyscy artyści mieli wystąpić bez honorariów, a wszystkie wydatki do czasu sprzedaży biletów pokrywane były przez Owsiaka osobiście lub organizowane dzięki jego prywatnym kontaktom, m.in. perkusję wypożyczył Jarosław Szlagowski z Lady Pank.
Na koncert zjechała publiczność z całego kraju, a oczekujący pojawili się przed salą koncertową już o czwartej rano. W klubie „Stodoła” wystąpiło kilkanaście polskich zespołów rockowych, m.in. De Mono, Kolaboranci, Farben Lehre, Voo Voo, T.Love, Recydywa Blues Band, Pobieda. Fragmenty koncertu na żywo transmitowała Rozgłośnia Harcerska.
Ostatecznie zespołom wypłacono honoraria pochodzące ze sprzedaży albumu z zarejestrowanymi na koncercie utworami.

## Film
Z inicjatywy Owsiaka i we współpracy ze Stanisławem Plachwiczem koncert był rejestrowany z użyciem profesjonalnego, debiutującego w tej roli wozu transmisyjnego. Materiał zarejestrowany w trakcie koncertu wydany został następnie przez firmę Stotronik na kasecie video.

## Płyta

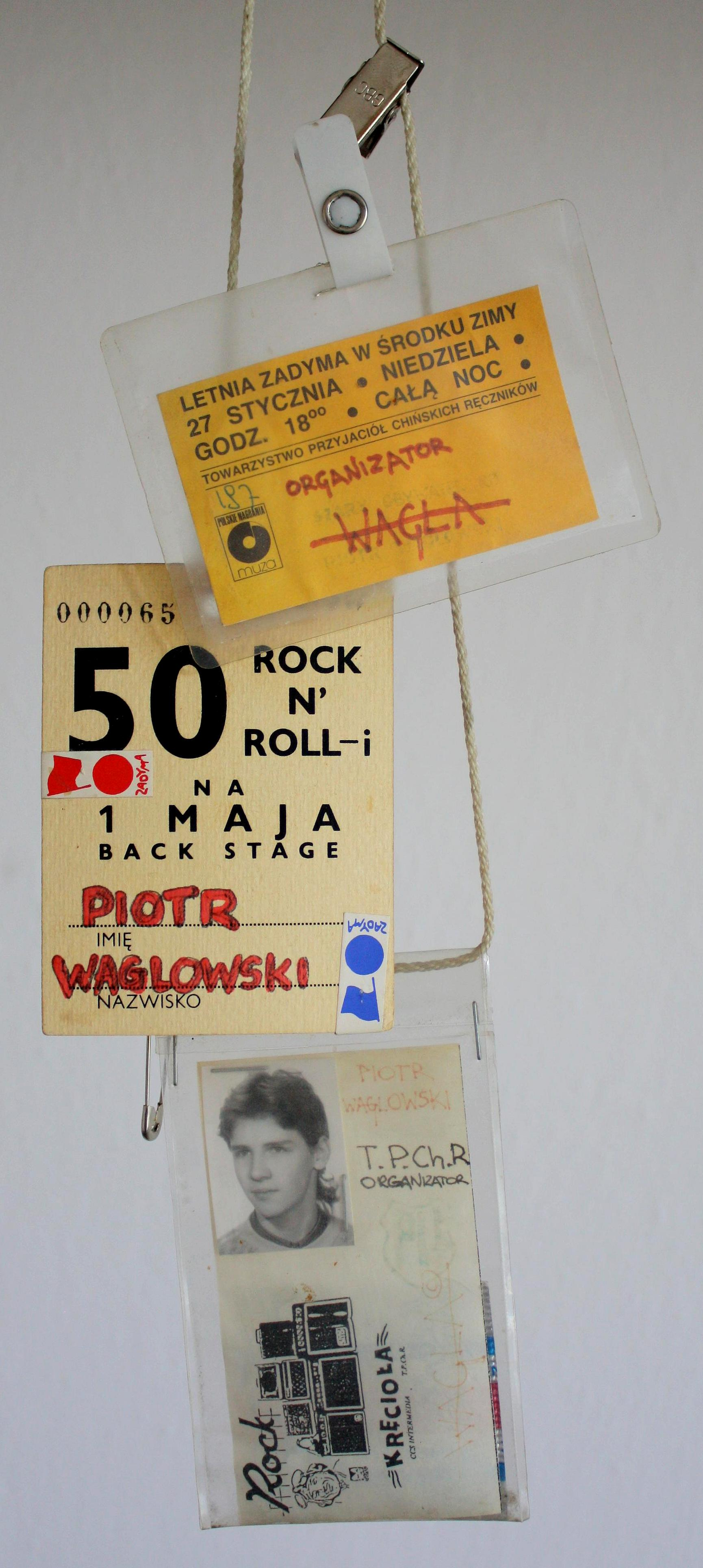
Identyfikatory organizacyjne Piotra Waglowskiego używane w trakcie festiwali rockowych: Kręcioła (Warszawa, Cyrk Intersalto, 16-17 czerwca 1990 roku), 50 rock n' roll-i na pierwszego maja (Warszawa, klub Fugazi, 1 maja 1990 roku), Letnia zadyma w środku zimy (Warszawa, klub „Stodoła”, 27 stycznia 1991 roku)

Wydarzenie dokumentował dwupłytowy album, wydany w 1989 przez Veriton. Ukazała się tylko wersja winylowa. Zawartość albumu:

### Strona A
| 1. | Żegnamy was – Prawdziwy blues z Nowej Huty                                                 | 0:52  |
|    | - wykonanie: Vavel Underground                                                             |       |
| 2. | Children Of The Revolution                                                                 | 3:15  |
|    | - cover Children of the Revolution(inne języki) - wykonanie: Transsyberia                  |       |
| 3. | Psychokiller                                                                               | 4:05  |
|    | - cover Psycho Killer(inne języki) - wykonanie: De Mono                                    |       |
| 4. | Rock'n'Roll                                                                                | 4:30  |
|    | - cover Rock and Roll(inne języki) - wykonanie: Obywatel Gary Glitter                      |       |
| 5. | I'm The Leader Of The Gang                                                                 | 3:05  |
|    | - cover: I'm the Leader of the Gang (I Am)(inne języki) - wykonanie: Obywatel Gary Glitter |       |
| 6. | I Love You, You Love Me                                                                    | 3:21  |
|    | - cover: I Love You Love Me Love(inne języki) - wykonanie: Obywatel Gary Glitter           |       |
|    |                                                                                            | 19:08 |
|    |                                                                                            |       |

### Strona B
| 1. | Good Golly Miss Molly                                                        | 4:27  |
|    | - cover: Good Golly Miss Molly(inne języki) - wykonanie: Recydywa Blues Band |       |
| 2. | Hippy Hippy Shake                                                            | 4:27  |
|    | - cover: Hippy Hippy Shake(inne języki) - wykonanie: Recydywa Blues Band     |       |
| 3. | Rock'n'Roll                                                                  | 4:27  |
|    | - wykonanie: Recydywa Blues Band                                             |       |
| 4. | Rap Towarzystwa Przyjaciół Chińskich Ręczników                               | 2:22  |
|    | - wykonanie: J. Owsiak                                                       |       |
| 5. | Lucilla                                                                      | 3:00  |
|    | - cover: Czerwono-Czarni - wykonanie: Pobieda                                |       |
| 6. | Czekoladowy krem                                                             | 2:00  |
|    | - cover: Czerwono-Czarni - wykonanie: Kolaboranci                            |       |
| 7. | Dżinsy                                                                       | 1:50  |
|    | - cover: Karin Stanek - wykonanie: Kolaboranci                               |       |
| 8. | Przygoda bez miłości                                                         | 2:05  |
|    | - cover: Test - wykonanie: Vavel Underground                                 |       |
|    |                                                                              | 24:38 |
|    |                                                                              |       |

### Strona C
| 1. | You Really Got Me                                               | 3:35  |
|    | - cover: You Really Got Me - wykonanie: Voo Voo                 |       |
| 2. | National Health                                                 | 3:41  |
|    | - cover: National Health - wykonanie: Voo Voo                   |       |
| 3. | Love Is All Around                                              | 4:40  |
|    | - cover: Love Is All Around - wykonanie: Voo Voo                |       |
| 4. | A Little Bit Me, A Little Bit You                               | 3:38  |
|    | - cover: A Little Bit Me, A Little Bit You - wykonanie: Voo Voo |       |
| 5. | Wild Thing                                                      | 3:35  |
|    | - cover: Wild Thing - wykonanie: Voo Voo                        |       |
| 6. | Riders On The Storm                                             | 2:05  |
|    | - cover: Riders on the Storm - wykonanie: Voo Voo               |       |
|    |                                                                 | 21:14 |
|    |                                                                 |       |

### Strona D
| 1. | Nowhere Man                                        | 2:35  |
|    | - cover: Nowhere Man - wykonanie: Mauro            |       |
| 2. | Get Back                                           | 2:35  |
|    | - cover: Get Back - wykonanie: Mauro               |       |
| 3. | Jumpin’ Jack Flash                                 | 3:10  |
|    | - cover: Jumpin’ Jack Flash - wykonanie: T.Love    |       |
| 4. | Keep On Running                                    | 4:28  |
|    | - cover: Keep On Running - wykonanie: Mauro        |       |
| 5. | Black Magic Woman                                  | 3:20  |
|    | - cover: Black Magic Woman - wykonanie: Mauro      |       |
| 6. | Johnny B. Goode                                    | 3:18  |
|    | - cover: Johnny B. Goode - wykonanie: Mauro        |       |
| 7. | It Ain’t Me Babe                                   | 3:46  |
|    | - cover: It Ain’t Me Babe - wykonanie: T. Lipiński |       |
|    |                                                    | 23:12 |
|    |                                                    |       |